# Duzluk
Duzluk falu Horvátországban Verőce-Drávamente megyében. Közigazgatásilag Raholcához tartozik.

## Fekvése
Verőcétől légvonalban 51, közúton 62 km-re délkeletre, községközpontjától légvonalban 2, közúton 5 km-re délnyugatra, Szlavónia középső részén, a Papuk-hegység északi lejtőin, a Dolina- és Tisovac-patakok összefolyásánál fekszik.

## Története
Duzluk határában már a bronzkorban emberi település volt. A Kapavac csúcsától 1,5 km-re északnyugatra, Duzluk központjától 3,5 km-re, a raholcai Óvártól 1,7 km-re délnyugatra a 682 méter magas Rastova kosa magaslat alatt 650 méteres tengerszint feletti magasságban késő bronzkori erődített település maradványai találhatók. A lelőhelyet a kerámialeletek alapján az i. e. 12. – 11. század körüli időszakra, az urnamezős kultúrához sorolták.
Duzluk település feltehetően a török kiűzése után 17. század végén, vagy a 18. század elején keletkezett Boszniából érkezett pravoszláv vallású vlachok betelepítésével. 1698-ban még nem szerepel a török uralom alól felszabadított települések között. Kezdetben kamarai birtok volt, majd 1722-ben III. Károly király a raholcai uradalommal együtt gróf Cordua d' Alagon Gáspár császári tábornoknak adományozta. 1730-ban Pejácsevich Antal, Miklós és Márk vásárolták meg tőle, majd 1742-ben a raholcai uradalommal együtt a Mihalovics családnak adták el.
Az első katonai felmérés térképén „Dorf Dusluk” néven találjuk. Lipszky János 1808-ban Budán kiadott repertóriumában „Duzluk” néven szerepel. Nagy Lajos 1829-ben kiadott művében „Duszluk” néven 69 házzal, 164 katolikus és 289 ortodox vallású lakossal találjuk.
1857-ben 405, 1910-ben 490 lakosa volt. 1910-ben a népszámlálás adatai szerint lakosságának 68%-a szerb, 29%-a horvát anyanyelvű volt. Verőce vármegye Nekcsei járásának része volt. Az első világháború után 1918-ban az új szerb-horvát-szlovén állam, majd később (1929-ben) Jugoszlávia része lett. 1991-ben lakosságának 61%-a szerb, 26%-a horvát nemzetiségű volt. 2011-ben 163 lakosa volt.

## Lakossága
| Lakosság változása | Lakosság változása | Lakosság változása | Lakosság változása | Lakosság változása | Lakosság változása | Lakosság változása | Lakosság változása | Lakosság változása | Lakosság változása | Lakosság változása | Lakosság változása | Lakosság változása | Lakosság változása | Lakosság változása | Lakosság változása |
| ------------------ | ------------------ | ------------------ | ------------------ | ------------------ | ------------------ | ------------------ | ------------------ | ------------------ | ------------------ | ------------------ | ------------------ | ------------------ | ------------------ | ------------------ | ------------------ |
| 1857               | 1869               | 1880               | 1890               | 1900               | 1910               | 1921               | 1931               | 1948               | 1953               | 1961               | 1971               | 1981               | 1991               | 2001               | 2011               |
| 405                | 449                | 424                | 417                | 424                | 490                | 422                | 436                | 284                | 296                | 292                | 242                | 241                | 242                | 201                | 163                |

## Nevezetességei

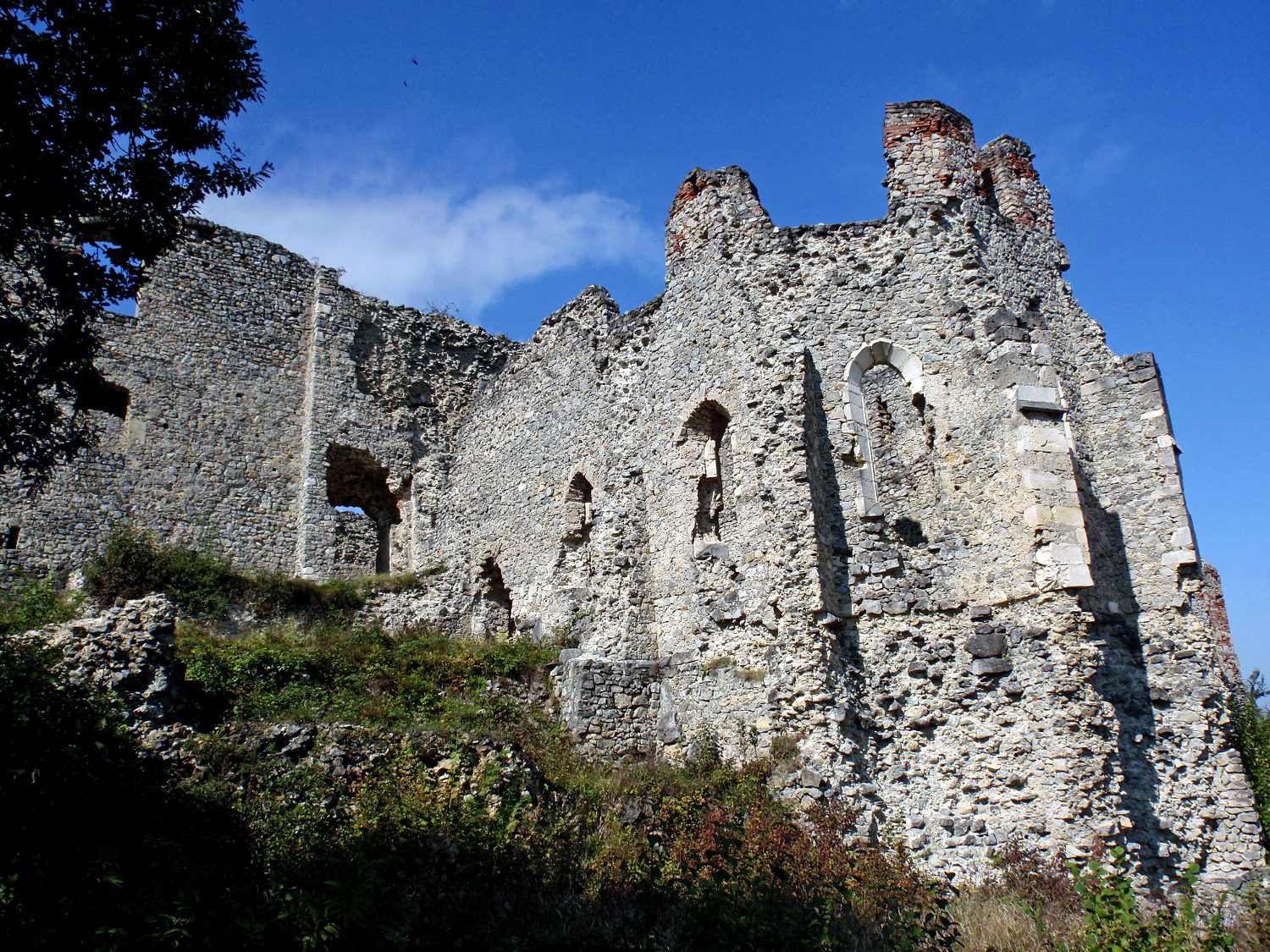
Raholca vára – a várkápolna romjai

- Raholca várának tekintélyes romjai a várostól 2,5 km-re délnyugatra, Raholca és Duzluk határán, a Papuk és a Krndija-hegység északi lejtői között, egy 378 méteres magasságban, észak–déli irányban húzódó hegygerincen állnak. A romok 110 méter hosszan és több, mint 60 méter szélességben, összesen mintegy 8000 négyzetméteren terülnek el. A közelben két patak, az Orahovica két mellékága, az Ercegovac és a Vođenica vize csörgedezik. A vár építése négy szakaszra bontható. Az első fázisban a 14. században épült fel a vár központ részét képező négyszögletes várpalota. A második fázisban, a 15. században épültek meg a palota körüli erődítések. A palota északi oldalához négyszögletes bástya épült a hozzá tartozó három támpillérrel, nyugatra pedig félkör alakú bástyát illesztettek a védőfalba. Ide építettek három, tisztázatlan funkciójú helyiséget is. A déli oldal nagy, félköríves bástyáját támpillérek sora erősíti. A palota keleti oldalához építették a gótikus várkápolnát a sokszögű apszissal. Az építkezések valószínűleg a vár akkori urához, Újlaki Miklóshoz köthetők. A harmadik fázis a 15. és a 16. század fordulójára tehető. Ebben a fázisban csak erődfalak épültek. ekkor készültek el a keleti oldal védőfalai. Az utolsó, negyedik fázis a 16. század első felében, készült el. A legjelentősebb építkezés a déli oldal nagy, félköríves védőfala a 11 ágyúállással és a várárokkal. Ekkor történt palota nyugati tornyának átépítése, a palota bejáratának megerősítése két kaputoronnyal és a felvonóhíddal, valamint a vártól mintegy 200 méterre két, kisebb erőd megépítése. A falak általában ma is több emeletnyi magasságban, az eredeti magasságukban állnak. Jól láthatók az 1970-es évek félbemaradt rekonstrukciós munkálatainak nyomai.
- Raholcától délre a Krndija hegyei között, de már Duzluk határában található a Szent Miklós monostor,[7] melyet 1583-ban „Remeta” néven említenek először. Feltételezik, hogy a monostor ennél sokkal régebbi, hiszen történeti források alapján Mátyás király már a 15. század vége felé telepített Szlavóniának erre a részére pravoszláv híveket, azelőtt pedig Szent Ágoston rendi kolostor állt a helyén, melyre egy 1102-ből származó forrás utal. Ezt a tényt régészeti feltárások még nem erősítették meg. A monostor temploma 1594-ben épült. Az épületegyüttesben a templom körül több épület található. A templom háromkaréjos épület egy nagy, kerek központi térrel, melyben a szentély feletti mennyezetet négy oszlop tartja. Az épület a morva iskola jegyeit viseli magán. Részben fennmaradt a templom értékes belső festése, mely a szerb Namanjić-dinasztia származását beszéli el. Ikonosztázát 1869-ben a 19. század nazarénus stílusában Pavle Simić újvidéki festőművész készítette. A belső udvar északi és déli oldalán találhatók a szerzetesek szállásai, melyek összeköttetésben vannak az udvar nyugati oldalát lezáró ebédlővel. Az udvar északkeleti oldalán építtették fel 1735-ben a harangtornyot. A monostor már a 16. században fontos vallási és kulturális központ volt, a pozsegai metropolita székhelye. A 17. század első felében virágzott az ikonográfiai és írásművészet. Mintegy 50 szerzetes írta és másolta itt a szent könyveket. Több 14. és 15. századi kéziratot és miniatúrát őriznek itt, de gazdag kincstára van liturgikus tárgyakból is. Az épületegyüttes súlyos károkat szenvedett a török elleni felszabadító harcok során, melyet a 18. században állítottak helyre. 1804-ben földrengést szenvedett, így 1835-ben meg kellett újítani. A déli lakórész a második világháborúban sérült meg súlyosan. A monostor évente két nagy egyházi ünnepnek ad helyet május 22-én Szent Miklós ereklyéinek áthozatala, augusztus 19-én pedig a Színeváltozás ünnepét, amikor számos pravoszláv hívő gyűlik itt össze a távolabbi vidékekről is.